# June Richmond
June Richmond est une chanteuse née le 9 juillet 1915 à Chicago, décédée le 14 août 1962 à Gothembourg.

## Biographie
June Richmond se fait remarquer au sein de l'orchestre de Jimmy Dorsey qu'elle rejoint en 1938. Elle participe ensuite aux formations des orchestres de Cab Calloway et Andy Kirk jusqu'à la fin de la deuxième guerre mondiale. Elle connaît une seconde carrière en France, signe avec le producteur Eddie Barclay et devient l'une des interprètes de Henri Salvador ou Gilbert Bécaud. Elle enregistre sous la direction de Quincy Jones, alors nommé directeur artistique de Barclay.
En 1954, elle est la vedette du Casino de Paris. Le violoniste danois Svend Asmussen enregistre avec elle. June Richmond part alors en Scandinavie où elle meurt en 1962, succombant à une crise cardiaque.
June Richmond était mariée à Guy Provence, un danseur français.

## Discographie
- Jazz in Paris, Harold Nicholas, June Richmond & Andy Bey, Emarcy, 2001
- The ladies in blues, compilation, 2007